# Andrijana Stipaničić Mrvelj
Andrijana Stipaničić Mrvelj (Rijeka, 19. rujna 1981.) hrvatska je biatlonka. Prva je hrvatska biatlonka koja je osvojila bodove u Svjetskom prvenstvu osvojivši 39. mjesto u utrci na 15. km pojedinačno na Svjetskom prvenstvu u biatlonu 2009.

## Zimske olimpijske igre
- Vancouver 2010.
  - biatlon 7,5 km sprint (propustila zbog slabosti)
  - biatlon 10 km dohvatna utrka